# Hjerk-Harre-Roslev Håndboldklub af 1974
HRH74 eller  (Hjerk-Harre-Roslev Håndboldklub af 1974)  er en håndboldklub fra byen Roslev i Salling. Klubbens højest rangerende herrehold spiller i 2. division og bliver ledet af Jess Bak. Klubbens ungdomshold går under navnet "Salling HU", der er en sammenslutning mellem Oddense håndboldklub og HRH74.
Klubben benytter Sallinghallerne.